# Parafia bł. Jerzego Matulewicza w Koninie
Parafia błogosławionego Jerzego Matulewicza w Koninie – rzymskokatolicka parafia w Koninie, w dzielnicy Laskówiec, należąca do diecezji włocławskiej i dekanatu konińskiego II. Powołana w 1996. Obsługiwana przez księży diecezjalnych. Mieści się przy ulicy Jana Pawła II.
Proboszczem parafii od 2012 roku jest ks. Artur Krzyżanowski.

## Kościoły
- kościół parafialny: Kościół bł. Jerzego Matulewicza w Koninie